# Jiquipilco
Jiquipilco, även San Juan Jiquipilco, är en ort i Mexiko, och administrativ huvudort i kommunen Jiquipilco i den nordvästra delen av delstaten Mexiko. Orten grundades under namnet San Juan Jiquipilco år 1593 och hade 1 938 invånare vid folkräkningen 2010.